# 奥河内ラジオ
奥河内ラジオ（おくかわちラジオ）は、大阪府奥河内地域のコミュニティFM放送局である。2025年3月24日。大阪府内で8局目のコミュニティFM放送局となる。
朝7時から21時まで、14時間の生放送で、奥河内・南河内地域の、商店・事業や防災情報、イベント情報など、暮らしに役立つニュースの情報を発信する。
2002年に自立運営で開局し、市民株主やスポンサーの店などを募って黒字に転じているFMきららの仕組みを参考としている。

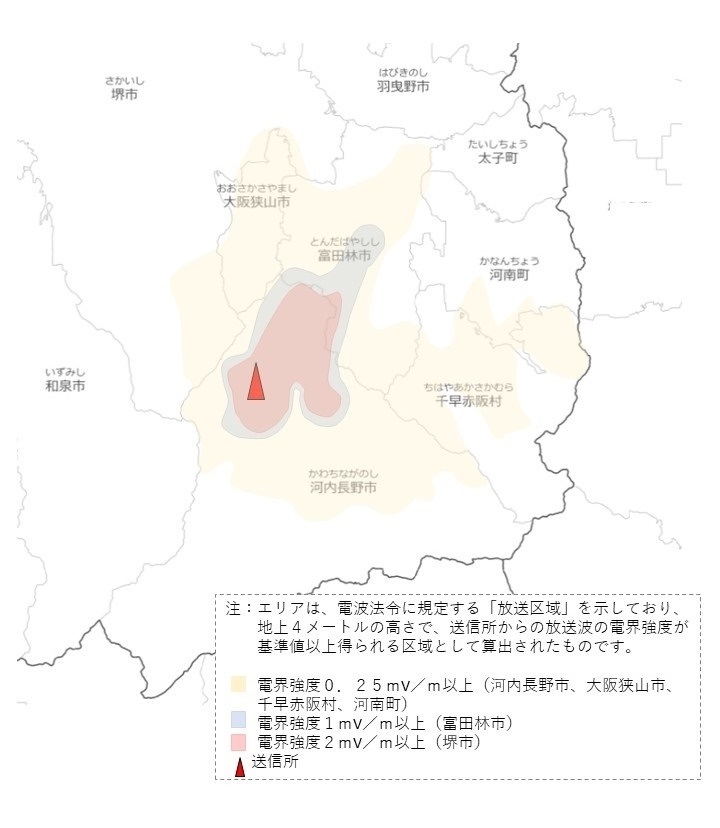
奥河内ラジオの放送区域

## 主な番組
開局時（2025年3月）時点
平日
- おはよう南河内
- ナチュラルライフ
- おしゃべりランチ♪
- かがやきマイタウン
- いきいきエブリディ
- 耳よりタイム
- ラジオの時間

土日
- おはようサタデー、おはようサンデー
- 今日はマルマル奥河内
- 土曜はゆっくり、日曜はたっぷり